# Conjunto clopen
En topología, un conjunto clopen —del inglés closed-open set, literalmente 'conjunto cerrado-abierto' o 'conjunto cerrabierto'—, en un espacio topológico es un conjunto que es a la vez abierto y cerrado.

## Ejemplos
En cualquier espacio topológico X, el conjunto vacío y todo el espacio X son ambos clopen.
Ahora considere el espacio X que consiste en la unión de los dos intervalos (0, 1) y (2, 3).  La topología en X se hereda como la topología del subespacio de la topología ordinaria en la recta real R.  En X, el conjunto (0, 1) es clopen, al igual que el conjunto (2, 3).  Esto es un ejemplo absolutamente típico:  siempre que un espacio se componga de un número finito de  componentes conexos disjuntos de esta manera, los componentes serán clopen.
Como ejemplo menos trivial, considérese el espacio Q de todos los números racionales con su topología usual, y el conjunto A de todos los números racionales más grandes que la raíz cuadrada de 2.  Usar el hecho de que √2 no está en Q, se puede demostrar fácilmente que A es un subconjunto clopen de Q.  (nótese también que A no es un subconjunto clopen de la recta real R;  no es ni abierto ni cerrado en R.)

## Hechos
- Un espacio topológico X es conexo si y sólo si los únicos conjuntos clopen son el conjunto vacío y X.

- Cualquier conjunto clopen es una unión de componentes conexos (posiblemente un número infinito de ellos).

- Si todos los componentes conexos de X son abiertos (que sea por ejemplo el caso si X tiene solamente finitos componentes, o si X es localmente conexo), entonces un conjunto es clopen en X si y solo si es una unión de componentes conexos.

- Un espacio topológico X es discreto si y solo si cada uno de sus subconjuntos es clopen.

- Usando la unión y la intersección como operaciones, los subconjuntos clopen de un espacio topológico dado X forma un álgebra de Boole.  Notablemente, cada álgebra de Boole se puede obtener de esta manera de un espacio topológico conveniente:  véase el teorema de representación de Stone para las álgebras booleanas.

- Datos: Q320369